# Kreis Buzău

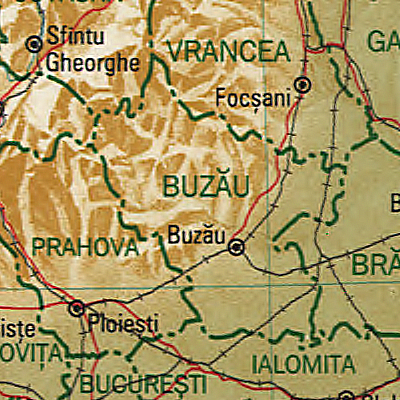
Karte des Kreises Buzău

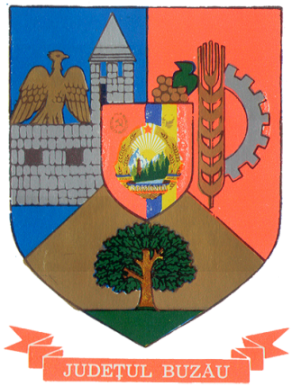
Wappen des Kreises Buzău, zur Zeit des Realsozialismus

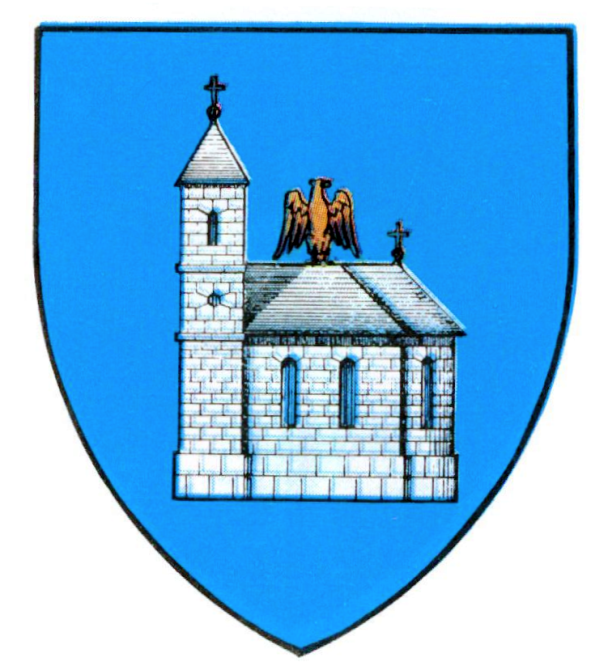
Wappen des Kreises Buzău, in der Zwischenkriegszeit

Buzău ([buˈzəu̯]; Ausspracheⓘ) ist ein rumänischer Kreis (Județ) in der Region Walachei mit der Kreishauptstadt Buzău. Das Kfz-Kennzeichen und die gängige Abkürzung für den Kreis ist BZ.
Der Kreis Buzău grenzt im Norden sowie Nordosten an den Kreis Vrancea, im Osten an den Kreis Brăila, im Süden an den Kreis Ialomița, im Westen an den Kreis Prahova und im Nordwesten an die Kreise Brașov und Covasna.

## Demographie
Im Jahr 2002 hatte der Kreis 494.982 Einwohner und eine Bevölkerungsdichte von 81 Einwohnern pro km².
2011 hatte der Kreis Buzău 451.069 Einwohner somit eine Bevölkerungsdichte von 74 Einwohnern pro km².

## Geographie
Der Kreis hat eine Gesamtfläche von 6103 km², dies entspricht 2,6 % der Fläche Rumäniens. Die Landschaft steigt vom Südosten des Kreises – der Walachischen Tiefebene (Câmpia Română) – über die Heidelandschaft und Hügel mit Obst- und Weingärten in Richtung Nordwesten bis zum Bozauer Gebirge (Munții Buzăului). Hauptfluss ist die Buzău mit ihren größten Nebenflüssen Pănătău, Slănic und Câlnău.

## Städte und Gemeinden

### Status der Ortschaften
Der Kreis Buzău besteht aus offiziell 488 Ortschaften. Davon haben fünf den Status einer Stadt, 85 den einer Gemeinde und die übrigen sind administrativ den Städten und Gemeinden zugeordnet.

### Größte Orte
| Stadt/Gemeinde            | Einwohner |
| ------------------------- | --------- |
| Buzău                     | 103.481   |
| Râmnicu Sărat             | 029.774   |
| Vadu Pașii                | 009.726   |
| Mărăcineni                | 009.653   |
| Nehoiu                    | 009.464   |
| Vernești                  | 009.008   |
| Berca                     | 007.741   |
| Merei                     | 006.785   |
| Pogoanele                 | 006.384   |
| Pătârlagele               | 006.276   |
| Smeeni                    | 005.806   |
| Poșta Câlnău              | 005.542   |
| Valea Râmnicului          | 005.180   |
| Grebănu                   | 005.144   |
| Pârscov                   | 004.957   |
| (Stand: 1. Dezember 2021) |           |